# Slatina (miasto Novi Pazar)
Slatina (cyr. Слатина) – wieś w Serbii, w okręgu raskim, w mieście Novi Pazar. W 2011 roku liczyła 254 mieszkańców.